# Узин, Владимир Самойлович
Владимир Самойлович Узин (13 (25) июля 1887 Гомель Могилевской губернии — 24 мая 1957) — русский советский театровед, театральный критик, литературовед, переводчик с испанского языка.

## Биография
Литературную деятельность начал в 1906 году. Основные работы В. Узина посвящены истории испанской литературы и театра. Составил аннотированную опись всех пьес Лопе де Вега.
Автор перевода пьес «Сам у себя под стражей» Кальдерона (1945), «Дурочка» Лопе де Вега (1949), книги «Путешествие Магеллана» Антонио Пигафетта и др.
Похоронен на Головинском кладбище Москвы.

## Избранные публикации
- Очерки об Аргентинском театре, 1944;
- Хрестоматия испанской литературы с XII по XVIII век, М., 1948;
- Общественная проблематика драматургии Сервантеса и Лопе де Вега, М., 1963;
- Испанский театр. в книге: История западноевропейского театра, т. 1, М., 1956;
- Сервантес об актёрском искусстве, в сборнике: Ежегодник Ин-та истории искусств, М., 1948;
- Перелицованная классика. О некоторых постановках пьес Лопе де Вега, «Театр», 1946, № 7 — 8;
- «Шекспир мертвый и Шекспир живой» и «Последние пьесы Шекспира», в книге: Шекспировский сборник, М., 1948;
- Испанские драматурги 17-го века;
- Испанский театр на советской сцене;
- Театр в странах Латинской Америки, в книге: Страны Латинской Америки, М., 1949;
- Общественная проблематика драматургии Сервантесса и Лопе де Вега, 1968;
- статьи о П. Кальдероне, Лопе де Веге, М. Сервантесе, Тирсо де Молина и др., о пьесе М. Ю. Лермонтова «Испанцы», о литературе стран Латинской Америки (1922—1957) ;
- Редактор переводов, вступит. статей, примечаний: Испанский театр XVII в., М., 1946; Лопе де Вега, Учитель танцев, М., 1948; Лопе де Вега, «Фуэнте Овехуна», М., 1952.
- О «Повестях Белкина» (1924).